# جاي سوندرز
جاي سوندرز (بالإنجليزية: Jay Saunders)‏ هو عازف جاز أمريكي، ولد في 29 يونيو 1944.